# Со-дон (станция метро)
«Со-дон» (кор. 서동역) — подземная станция Пусанского метро на Четвёртой линии. Она представлена двумя боковыми платформами. Станция обслуживается Пусанской транспортной корпорацией. Расположена в квартале Со-дон (208-39 Seo 2(i)-dong) административного района Кымджонгу города Пусан (Республика Корея). На станции установлены платформенные раздвижные двери.
Станция была открыта 30 марта 2011 года.
Открытие станции было совмещено с открытием всей Четвёртой линии, длиной 10,8 км, и еще 13 станций.